# Huating, Fujian
Huating (kinesiska: 华亭) är en köping i sydöstra Kina. Den ligger i stadsdistriktet Chengxiang i staden Putian i provinsen Fujian, omkring 88 kilometer sydväst om provinshuvudstaden Fuzhou. Antalet invånare är 93 085. Befolkningen består av 47 157 kvinnor och 45 928 män. Barn under 15 år utgör 16,0 %, vuxna 15-64 år 74 %, och äldre över 65 år 8,0 %.